# 哈尔森巴赫
哈尔森巴赫是德国莱茵兰-普法尔茨州的一个市镇。总面积10.04平方公里，总人口1241人，其中男性680人，女性561人（2011年12月31日），人口密度124人/平方公里。